# Die PARTEI (Film)
Die PARTEI ist eine deutsche Filmsatire aus dem Jahr 2009 von Susanne Müller und Andreas Coerper mit Martin Sonneborn, dem ehemaligen Chefredakteur des Satiremagazins Titanic, über die Partei für Arbeit, Rechtsstaat, Tierschutz, Elitenförderung und basisdemokratische Initiative (Kurzbezeichnung Die PARTEI). Der Film wurde von Smacfilm produziert.

## Handlung
Martin Sonneborn, der gleichzeitig Gründer und Bundesvorsitzender der Partei ist, zeigt in dem Film den Werdegang der Partei seit ihrer Gründung 2004 und seine Vision vom politischen Erfolg. Der als „Propagandafilm-Dokumentarfilm in bewährter Guido-Knopp-Manier“ beworbene Film ähnelt vom Stil einem fiktionalen Dokumentarfilm. Dabei werden die Beteiligten in real stattfindenden Interviews gezielt aufs Korn genommen sowie verschiedene Elemente von Dokumentationen in gestellten Szenen parodiert, wie etwa die Zeitzeugeninterviews mit Parteifunktionären.
Der Film spielt in der Zukunft des Jahres 2013, in dem die Partei im Film bereits die politische Macht in Deutschland an sich gerissen hat. Er bietet einen nicht chronologischen Rückblick auf den Weg der Partei Die PARTEI seit ihrer Gründung 2004 bis zum Jahr 2009, dem Erscheinungsjahr des Films.
Die Dokumentation beginnt mit einem Besuch Sonneborns und seiner Kollegen im Bundestag, wo sie verschiedene Abgeordnete treffen. Dabei misst Sonneborn vorsorglich das Büro des FDP-Abgeordneten Siegfried Gelbhaar aus, für den von ihm vermuteten Einzug in den Bundestag und feilscht schon mal um dessen Möbel.
Der Wahlkampf für die Bundestagswahl 2005 wird intensiv thematisiert, etwa der Aufruf zum Abriss der Dresdner Frauenkirche oder der öffentlichkeitswirksame Wiederaufbau von ein paar Metern der Mauer. Reale Medienberichte über die Partei werden gezeigt sowie der letzte Wahlwerbespot zur Bundestagswahl. Des Weiteren gibt es Filmmaterial von mehreren Bundesparteitagen und dem Casting der Kanzlerkandidatin.
Als erster außenpolitischer Akt der Partei wird der Besuch in Georgien 2007 und der damit verbundene Besuch von Stalins Geburtsort gezeigt. Hauptgrund der Reise ist jedoch das Treffen mit der Georgischen Arbeiterpartei (unter anderem vertreten durch Schalwa Natelaschwili) und das Abschließen von bilateralen Verträgen, in denen die Zusammenarbeit der beiden Parteien beschlossen wird.

## Hintergrund
Kinostart in Deutschland war am 13. August 2009. Am 26. März 2010 erschien der Film auf DVD. Auf der beiliegenden Bonus-DVD befindet sich nicht verwendetes Material, die TV-Spots zur Wahl sowie Kamingespräche mit Martin Sonneborn.

## Kritiken
„Satirischer Mummenschanz als Pseudo-Dokumentation, die durchaus auf Tuchfühlung mit der Wirklichkeit ist. Einige amüsante Beispiele für dreisten Populismus und politische Schmutzkampagnen, allerdings auch manche komödiantische Aussetzer verbinden sich zu einem hintergründigen Unsinn, der deutscher Mediendemokratie den Spiegel vorhält.“

„Die Reaktionen sind das Bemerkenswerteste an der 100-minütigen Realsatire. Man fragt sich, was schlimmer ist: die Humorlosigkeit jener, die sich furchtbar über die Satiriker aufregen, oder die Tatsache, dass einige den Spaß wirklich ernst nehmen. […] Dabei entsteht der meiste Witz durch einen Erzähler, der alles vollkommen überzeichnet; nur wenige Szenen erklären sich von selbst. Sie bestechen dafür mit subversiver Situationskomik. […] Immer wieder führt die PARTEI mit ihrem souveränen Keine-Miene-Verziehen hinters Licht. Bei aller Dreistigkeit agiert sie dabei stets auch medien- und gesellschaftskritisch.“

„Ein heißes Gerät als Kanzlerkandidatin, wüste Gelage in Georgien: Mit der Satire-Doku „Die Partei – der Film“ liefern ein paar Politprovokateure den bisher geistreichsten Beitrag zum Bundestagswahlkampf.“